# Tyler Posey
Pour les articles homonymes, voir Posey.
Tyler Posey, né le 18 octobre 1991 à Santa Monica, en Californie, est un acteur et musicien américain.
Bien qu'il commence sa carrière, en tant qu'enfant, en jouant dans des films tels que Dommage collatéral (2002) et Coup de foudre à Manhattan (2002) et en décrochant un rôle régulier dans la série médicale Doc (2001-2004), il accède à la notoriété par le rôle de Scott McCall dans la série fantastique Teen Wolf (2011-2017).

## Biographie

### Jeunesse et formation
Né à Santa Monica en Californie, Tyler est le fils de Cyndi Garcia et de l'acteur John Posey. Il a deux frères, Derek et Jesse. Il a des origines mexicaines et amérindiennes du côté de sa mère et des origines irlandaises et anglaises du côté de son père.
Tyler est allé au lycée Hart High School de Santa Clarita (Californie) et vit actuellement à Valencia, un quartier de Los Angeles.

### Débuts et rôles réguliers (années 2000)
En 2000, il fait de la figuration dans le film Les Chemins de la dignité avec Robert De Niro et Cuba Gooding Jr..
L'année suivante, il décroche l'un des premiers rôles de la série télévisée médicale Doc. Cette série, fortement chrétienne, met en vedette le chanteur country Billy Ray Cyrus qui est par ailleurs l'auteur de la chanson thème. Tyler Posey jouera au total dans 86 épisodes sur les 88 qui constituent les 5 saisons.
En février 2002, il joue dans le film d'action Dommage collatéral porté par Arnold Schwarzenegger puis en décembre 2002, il joue le fils de Jennifer Lopez dans la comédie romantique Coup de foudre à Manhattan.
Entre-temps, il joue dans un épisode de la série policière FBI : Portés disparus. Il poursuit ses apparitions à la télévision en intervenant dans un épisode de séries comme Sue Thomas, l'œil du FBI, Smallville ou encore une participation de quatre épisodes à la série dramatique Brothers and Sisters, entre 2006 et 2007.
En 2005, il joue dans le thriller Inside Out, avec Eriq La Salle, Steven Weber, Russell Wong et Nia Peeples. À l'âge de 16 ans, en 2007, il auditionne pour interpréter Jacob Black dans la saga Twilight mais c'est finalement l'acteur Taylor Lautner qui décroche le rôle. Tyler et Taylor Lautner s'avèrent être des amis d'enfance car ils ont souvent auditionné pour les mêmes rôles.
En 2009, il joue un rôle récurrent dans la série dramatique Retour à Lincoln Heights.

### Révélation télévisuelle (années 2010)

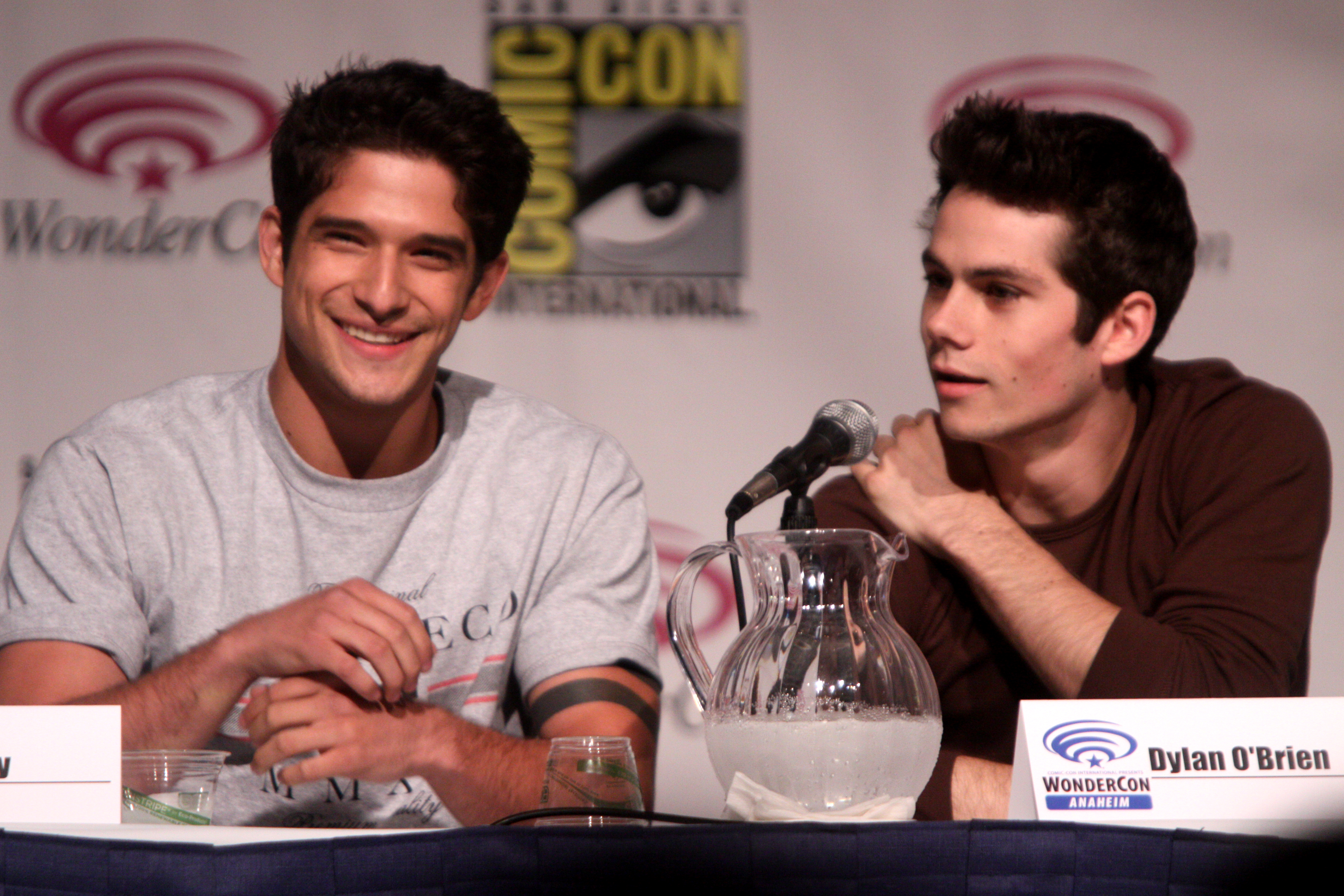
Tyler & Dylan O'Brien au WonderCon de 2013, pour la promotion de la série télévisée Teen Wolf à Anaheim, Californie.

En 2010, Tyler Posey décroche l'un des rôles principaux de la série dramatique et fantastique, Teen Wolf aux côtés de Dylan O'Brien, Holland Roden, Crystal Reed, Tyler Hoechlin, Colton Haynes, JR Bourne, Melissa Ponzio et Linden Ashby. La série est diffusée sur la chaîne MTV à partir de juin 2011. Le show est adapté du long métrage du même nom et rencontre le succès auprès d'un jeune public.
De 2011 à 2017, il a interprété pendant 6 saisons le rôle de Scott McCall dans la série Teen Wolf.
L'acteur et l'ensemble de la distribution principale remportent le Young Hollywood Awards de la meilleure distribution dans une série télévisée, en 2013. Tyler Posey est vainqueur de deux Teen Choice Awards du meilleur acteur dans une série télévisée ainsi que d'un ALMA Awards du meilleur acteur de télévision.
Parallèlement à son engagement sur la série, il joue dans le film dramatique sportif Legendary. En 2012, il a joué aux côtés de l'acteur Booboo Stewart dans le drame White Frog. Il a également joué aux côtés de Chloë Grace Moretz dans Our deal, un court métrage sorti en 2011, réalisé par Drew Barrymore.
En dehors de la comédie, Tyler est le guitariste et chanteur du groupe « Disappearing Jamie » (précédemment appelé « Lost in Kostko ») qui a, pour la première fois, joué à Los Angeles en 2012, quelques chansons comme Somebody, Molly, Footsteps, Thank You, Dexter. Et en 2019 il crée un nouveau groupe qui s'appelle five north
En 2013, il joue dans le film parodique Scary Movie 5.
En 2015, il devient l'un des producteurs de la série Teen Wolf pour les saisons 5 et 6.
En 2016, MTV annonce la fin de la série Teen Wolf pour l'été 2017, Tyler Posey est le seul acteur de la série à apparaître dans les cent épisodes de la série, il réalisera également le treizième épisode de la dernière saison. Il s'est montré intéressé pour participer à l'éventuel reboot de la série dans quelques années.
En 2017, il rejoint la série Jane the Virgin, pour un rôle d'invité lors du final de la saison 3 qui devient régulier à partir de la saison 4.
Le 24 mai 2017, il rejoint la distribution du film d'horreur, Action ou Vérité (Truth or Dare), de Jeff Wadlow et produit par la société Blumhouse Productions. Il est aux côtés de Lucy Hale, Violett Beane, Nolan Gerard Funk et Sophia Taylor Ali. Le film est sorti le 13 avril 2018 aux États-Unis.
En 2018, il revient sur MTV où il rejoint la distribution de la saison 3 de Scream.
En juin 2018, il rejoint la distribution récurrente de la série télévisée, Now Apocalypse réalisée par Gregg Araki dans le rôle de Gabriel. Il est aux côtés de Beau Mirchoff, Avan Jogia et Jacob Artist. La série sera diffusée le 10 mars 2019 sur la chaîne américaine Starz.
En juin 2018, Netflix a annoncé avoir fait l’acquisition de la comédie romantique, The Last Summer de William Bindley. Il sera aux côtés de K.J. Apa et Maia Mitchell. Le film est disponible depuis le 2 mai 2019 sur Netflix,.
En février 2019, il rejoint la distribution principale de la série télévisée, The Lost Boys pour interpréter le personnage de Michael dans le remake de Génération Perdue de 1987 pour la chaîne américaine The CW. La série est réalisée par la réalisatrice Catherine Hardwicke et le scénariste Rob Thomas.

## Vie privée
Enfant, il a eu une relation de deux ans avec la chanteuse Miley Cyrus.
En 2003, à l'âge de 11-12 ans, Tyler commença à fréquenter son amie d'enfance, Seana Gorlick - avec qui il se fiança en juillet 2013,. Le 23 octobre 2014, il annonce leur séparation après dix ans et demi de relation et un an de fiançailles.
Sa mère Cyndi Garcia Posey est décédée en décembre 2014, après une longue lutte contre le cancer du sein. La saison 5 de Teen Wolf est dédiée à sa mémoire.
Il est en couple avec l'actrice Bella Thorne de septembre à décembre 2016.
En août 2017, il est en couple avec l'actrice Sophia Taylor Ali, sa partenaire dans le film Action ou Vérité. En décembre 2019, il annonce leur séparation après deux ans de relation.
En 2020, il fait son coming out sur son OnlyFans, révélant être queer et sexuellement fluide.
Il a commencé à sortir en 2020 avec la chanteuse Phem et en Février 2022, ils se sont fiancés. Le couple s’est marié en octobre 2023.

## Filmographie

### Cinéma

#### Courts métrages
- 2014 : Snackpocalypse de Jack Bishop (en) et Justin Nijm : Thor

#### Longs métrages
- 2000 : Les Chemins de la dignité / L'honneur à tout prix (Men of Honor) de George Tillman Jr. et Alex Lam : le garçon (non crédité)
- 2002 : Dommage collatéral / Dommages collatéraux (Collateral Damage) de Andrew Davis : Mauro
- 2002 : Coup de foudre à Manhattan / Romance à Manhattan (Maid in Manhattan) de Wayne Wang : Ty Ventura
- 2005 : Inside Out de David Ogden : Obert
- 2007 : Veritas, Prince of Truth (en) de Arturo Ruiz-Esparza : Mouse Gonzalez
- 2010 : Legendary de Mel Damski : Billy Barrow
- 2012 : White Frog de Quentin Lee (en) : Doug
- 2013 : Scary Movie 5 de Malcolm D. Lee : David
- 2016 : Yoga Hosers de Kevin Smith : Gordon Greenleaf
- 2018 : Action ou Vérité (Truth or Dare) de Jeff Wadlow : Lucas
- 2018 : Taco Shop de Joaquin Perea : Smokes
- 2019 : The Last Summer de William Bindley : Ricky Santos
- 2021 : Brut Force de Eve Symington : Tico Reyes
- 2021 : Oshie de Chino Maurice : Tyler (producteur)
- 2023 : Teen Wolf: The Movie de Russell Mulcahy : Scott McCall (également producteur)

### Télévision

#### Séries télévisées
- 2001-2004 : Doc : Raul Garcia (rôle principal, 86 épisodes)
- 2002 : FBI : Portés disparus (Without a Trace) : Robert (saison 1, épisode 6)
- 2005 : Sue Thomas, l'œil du FBI (Sue Thomas: F.B.Eye) : Danny Abas (saison 3, épisode 12)
- 2005 : Into the West : Abe Wheeler à 12 ans (mini-série - saison 1, épisode 3)
- 2006 : Smallville : Javier Ramirez (saison 6, épisode 9)
- 2006-2007 : Brothers and Sisters : Gabriel Whedon (3 épisodes - saison 1, épisodes 4, 8 et 11)
- 2007 : Shorty McShorts' Shorts (en) : Jose (animation, voix originale - saison 2, épisode 10)
- 2009 : Retour à Lincoln Heights (Lincoln Heights) : Andrew Ortega (7 épisodes)
- 2011 - 2017 : Teen Wolf : Scott McCall (rôle principal - 100 épisodes - également réalisateur d'1 épisode)
- 2013 : Workaholics : Billy Belk (saison 3, épisode 14)
- 2013 : The Exes : Eric (saison 3, épisode 9)
- 2016 - 2018 : Elena d'Avalor (Elena of Avalor) : Prince Alonso (animation, voix originale - 6 épisodes)
- 2017 : Jane the Virgin : Adam Alvaro (invité saison 3, récurrent saison 4 - 7 épisodes)
- 2018 : Marvel Rising: Initiation : Dante Pertuz / Inferno (en) (animation, voix originale - 6 épisodes)
- 2018 : Sideswiped (en): Griffin (saison 1, épisode 2)
- 2019 : Now Apocalypse : Gabriel (rôle récurrent - postproduction - 7 épisodes)
- 2019 : Sherwood (en): Iniko (voix - 10 épisodes)
- 2019 : Scream : Shane (rôle récurrent - saison 3, épisodes 1 et 2)
- 2019 : Undone : Father Miguel (3 épisodes)
- 2019 : Fast and Furious : Les Espions dans la course : Tony Toretto, le jeune cousin de Dominic Toretto

#### Téléfilms
- 2018 : Marvel Rising: Secret Warriors (en) de Alfred Gimeno, Eric Radomski : Dante Pertuz / Inferno (en) (animation, voix originale)[21]
- 2019 : Marvel Rising: Chasing Ghosts de Alfred Gimeno : Dante Pertuz / Inferno (en) (animation, voix originale)
- 2019 : Marvel Rising: Heart of Iron de Sol Choi, Alfred Gimeno : Dante Pertuz / Inferno (en) (animation, voix originale)
- 2019 : Marvel Rising: Playing with Fire de Sol Choi, Eric Radomski : Dante Pertuz / Inferno (en) (animation, voix originale)
- 2020 : Final Days (Alone) de Johnny Martin : (Aidan) (producteur délégué)

### Clips vidéos
- 2011 : Our Deal de Best Coast réalisé par Drew Barrymore
- 2011 : Say when de The Fray avec Chloë Grace Moretz
- 2015 : Young & Stupid de T. Mills avec T.I.
- 2015 : Secrets de State Champs
- 2016 : Colors de Halsey réalisé par Tim Mattia
- 2020 : This Mess de Five North Band
- 2021 : Congratulations de Phem
- 2022 : Everybody But You de State Champs

## Voix françaises
| - Alexandre Nguyen dans : - Brothers and Sisters (série télévisée) - Teen Wolf (série télévisée) - Teen Wolf, le film - François Santucci dans : - The Last Summer - Jane the Virgin (série télévisée) | Et aussi - Maxime Donnay dans Action ou Vérité - Julien Rampon-Lamard dans Scream (série télévisée) - Maxime Baudouin dans Fast and Furious : Les Espions dans la course (voix) - Bastien Bourlé dans Alone (en) |

## Distinctions

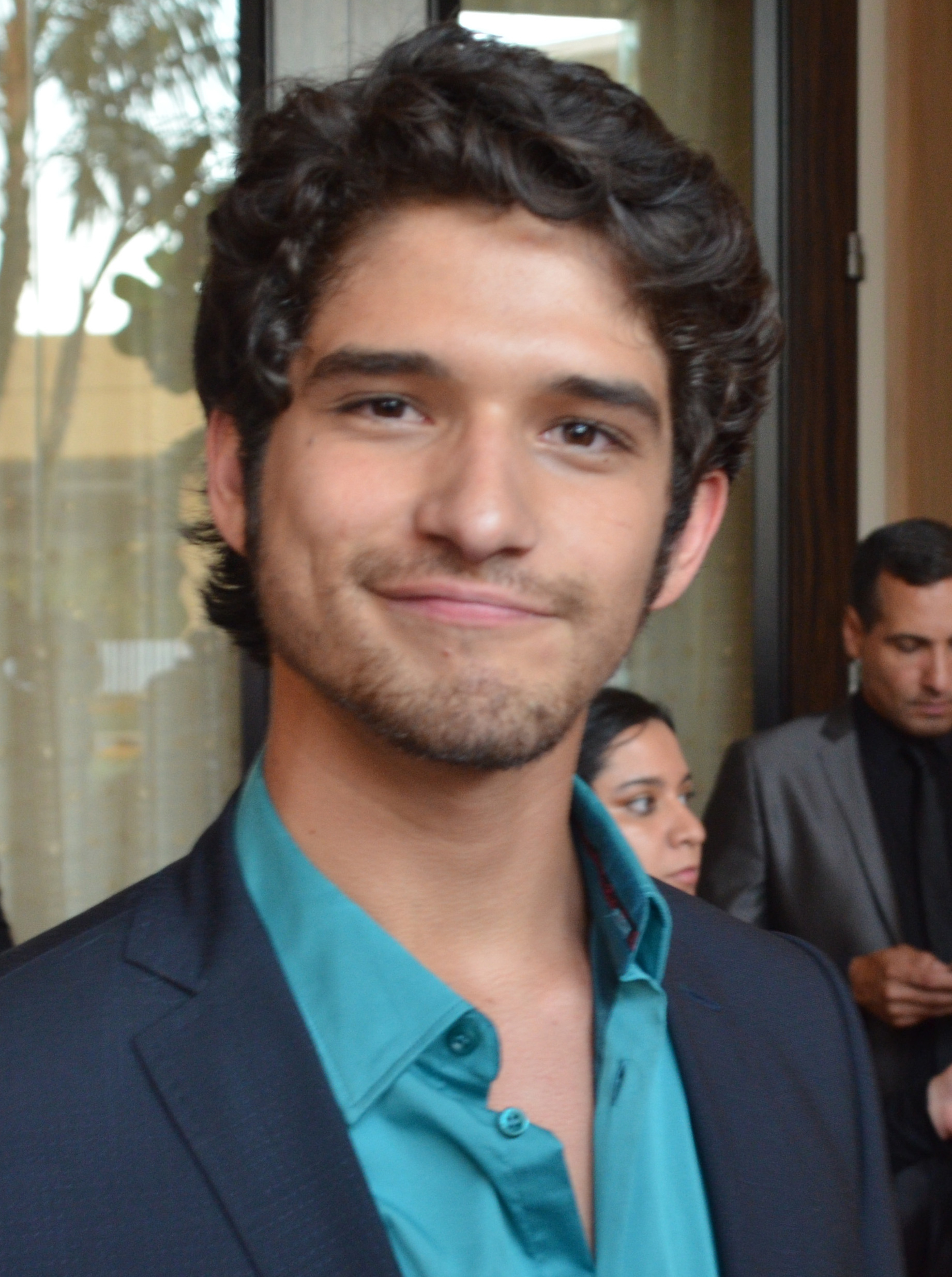
Lors de la 27e cérémonie des Imagen Awards, en 2012.

Sauf indication contraire ou complémentaire, les informations mentionnées dans cette section proviennent de la base de données IMDb.

### Récompenses
- 2012 : ALMA Awards du meilleur acteur de télévision dans une série télévisée dramatique pour Teen Wolf (2011-2017) pour le rôle de Scott McCall.
- 14e cérémonie des Teen Choice Awards 2012 : Meilleur acteur dans une série télévisée dramatique pour Teen Wolf (2011-2017) pour le rôle de Scott McCall.
- 2013 : Young Hollywood Awards de la meilleure distribution dans une série télévisée dramatique pour Teen Wolf (2011-2017) pour le rôle de Scott McCall.
- 19e cérémonie des Teen Choice Awards 2017 : Meilleur acteur dans une série télévisée dans une série télévisée dramatique pour Teen Wolf (2011-2017) pour le rôle de Scott McCall.

### Nominations
- 2002 : Young Artist Awards de la meilleure performance par un jeune acteur dans un second rôle dans une série télévisée comique pour Doc (2001-2004).
- 2004 : Young Artist Awards de la meilleure performance par un jeune acteur dans un second rôle dans une série télévisée comique pour Doc (2001-2004).
- 2005 : MovieGuide Awards du meilleur acteur dans une série télévisée comique pour Doc (2001-2004).
- 11e cérémonie des Teen Choice Awards 2011 : 
  - Révélation télévisuelle dans une série télévisée dramatique pour Teen Wolf (2011-2017) pour le rôle de Scott McCall.
  - Meilleur acteur dans une série télévisée dans une série télévisée dramatique pour Teen Wolf (2011-2017) pour le rôle de Scott McCall.
- 2012 : Imagen Awards du meilleur acteur de télévision dans une série télévisée dramatique pour Teen Wolf (2011-2017) pour le rôle de Scott McCall.
- 15e cérémonie des Teen Choice Awards 2013 : Meilleur acteur dans une série télévisée dans une série télévisée dramatique pour Teen Wolf (2011-2017) pour le rôle de Scott McCall.
- 16e cérémonie des Teen Choice Awards 2014 : 
  - Meilleur acteur dans une série télévisée dans une série télévisée dramatique pour Teen Wolf (2011-2017) pour le rôle de Scott McCall.
  - Meilleur acteur dans une série télévisée de science-fiction / fantastique pour Teen Wolf (2011-2017) pour le rôle de Scott McCall.
- 41e cérémonie des Saturn Awards 2015 : meilleur jeune acteur de télévision dans une série télévisée dramatique pour Teen Wolf (2011-2017) pour le rôle de Scott McCall.
- 17e cérémonie des Teen Choice Awards 2015 : Meilleur acteur dans une série télévisée dramatique pour Teen Wolf (2011-2017) pour le rôle de Scott McCall.
- 18e cérémonie des Teen Choice Awards 2016 : Meilleur acteur dans une série télévisée dramatique pour Teen Wolf (2011-2017) pour le rôle de Scott McCall.
- 43e cérémonie des People's Choice Awards2017 : Meilleur acteur dans une série télévisée de science-fiction / fantastique pour Teen Wolf (2011-2017) pour le rôle de Scott McCall.